# 다나카우루베 미야코
다나카우루베 미야코(일본어: 田中ウルヴェ 京, 1967년 2월 20일~)는 일본의 아티스틱스위밍 선수 출신 스포츠 심리학자, 게이오기주쿠 대학 특별임용교수이다. 1988년 하계 올림픽 싱크로나이즈 듀엣 부문에서 스기우라 미카코와 함께 동메달을 획득했다.
결혼 전 이름은 다나카 미야코(일본어: 田中 京)였으며 니혼 대학을 졸업하고 스포츠 경영과 스포츠 심리학 석사 학위와 시스템 디자인·관리 박사 학위를 취득했다. 국제 올림픽 위원회로부터 '선수 경력 지도자' 자격 인증을 받은 첫 번째 일본인이며 1996년 하계 올림픽 일본 아티스틱스위밍 국가대표팀 코치, 일본 여자 축구 국가대표팀, 일본 남자 휠체어 농구 국가대표팀의 심리코치로 활동했다.

## 선수 경력
미야코는 6살에 수영을 처음으로 시작했고 10살에 아티스틱스위밍으로 주력 종목을 변경했다. 1979년 도쿄 싱크로 클럽(일본어: 東京シンクロクラブ)에 입단했고 12살에 일본 올림픽 위원회가 주관하는 주니어 올림픽 전국 12세 이하 싱크로나이즈드스위밍 솔로 듀엣 종합 선수권 대회(일본어: ュニアオリンピック大会12歳以下全国ソロデュエットチーム総合)에서 우승했다. 13살에 캐나다 국제 주니어 싱크로나이즈 솔로 듀엣 대회에 출전해 듀엣 종목에서 은메달을 획득했고 15살에 일본 아티스틱스위밍 국가대표팀에 발탁된 역대 최연소 선수 기록을 세웠다. 그녀는 성심여자학원부속 초등, 중등, 고등학교를 졸업한 후 성심여자대학에 입학하지 않고 니혼 대학 문리학부에 입학했다.
1986년 니혼 대학을 다니고 있을 때 일본 싱크로나이즈드스위밍 선수권 대회 솔로와 단체전에서 우승했고 스페인 마드리드에서 열린 1986년 세계 선수권 대회에 출전해 아티스틱스위밍 솔로에서 4위에 올랐고, 단체전에서 동메달을 획득했다. 1987년 일본 선수권 대회 듀엣, 단체 부문에서 우승했고 1987년 월드컵 듀엣, 단체 부문에서 동메달을 획득했다. 이듬해인 1988년에는 1988년 일본 선수권 대회 듀엣, 단체 부문에서 우승을 차지했고 1988년 하계 올림픽에 고타니 미카코와 함께 1988년 하계 올림픽 싱크로나이즈 듀엣 종목에서 동메달을 획득했다. 그녀는 1989년 수영 선수 경력을 마감했다.

## 은퇴 후 경력
1989년 선수 경력을 마감한 후 일본 아티스틱스위밍 국가대표팀 코치로 활동하던 미야코는 일본 올림픽 위원회의 해외 지도자 훈련 프로그램에 지원해 1991년 24살에 미국의 캘리포니아 세인트 메리 칼리지에 입학했다. 석사 학위과정을 진행하며 미국 아티스틱스위밍 국가대표팀의 수석코치, 프랑스 아티스틱스위밍 국가대표팀의 초청 코치로 활동했고 1995년 성모 마리아 대학교에서 건강, 체육, 재활 분야 석사 학위를 취득했다.
미야코는 1996년 하계 올림픽, 세계 수영 선수권 대회에 출전하는 일본 아티스틱스위밍 국가대표팀의 코치로 활동했다. 1997년 결혼했고 1999년 첫째 자녀가 태어난 후, 그녀는 가족들과 함께 미국으로 이주해 경영학 석사 과정을 공부하며 아거시 대학교 심리학과 대학원에서 인지행동이론을 공부했다. 2000년 샌디에이고 대학교 경영학 대학원에서 운동 선수들의 신체능력 증대와 선수 은퇴 후 생활방식을 공부한 후 2001년 일본으로 복귀해 2002년 운동 선수, 의사, 직장인들의 심리 훈련 교육을 담당하는 폴리곤연구소(일본어: ポリゴン研究所 포리곤켄큐조[*], 영어: Polygone)를 설립했고, 일본스포츠심리학회(일본어: 日本スポーツ心理学会)로부터 상급스포츠심리훈련전문가 자격을 받았다.
미야코는 일본 여자 축구 국가대표팀, 일본 남자 휠체어 농구 국가대표팀의 심리코치로 활동하면서 2020년 하계 패럴림픽에 참가했고 2015년 게이오기주쿠 대학 대학원 시스템 디자인·관리과 박사과정을 시작했다. 2017년 4월 국제 올림픽 위원회 마케팅 위원회 위원이 되었고 2021년 3월 수료하던 박사과정을 그만둔 후 동해 12월 같은 분야에서 박사학위를 취득했다. 그녀는 현재 폴리곤연구소의 소장으로 심리 교육 관련 강의들을 진행하면서 심리치료 및 훈련에 관한 도서를 40권 넘게 저술했고, 일본 스포츠청, BS-TBS 방송편성심의회(일본어: BS-TBS 放送番組審議会) 위원으로도 활동하고 있다.

## 개인사
미야코는 1992년 캘리포니아 세인트 메리 칼리지를 다니고 있을 때 같은 대학 경영학과를 다니고 있었던 프랑스인 장필리프 울베(프랑스어: Jean-Philippe Oulevey)를 만나 1997년에 그와 결혼했다. 부부 사이에는 아들 1명, 딸 1명이 있다.